# Kilian Bauernfeind
Kilian Bauernfeind (* 23. April 2002 in Schwaz) ist ein österreichischer Fußballspieler.

## Karriere

### Verein
Bauernfeind begann seine Karriere beim SK Hippach. Zur Saison 2016/17 kam er in die AKA Tirol, in der er bis 2020 sämtliche Altersstufen durchlief. In der Saison 2018/19 spielte er zweimal für seinen Stammklub Hippach in der fünftklassigen Landesliga. Ab der Saison 2019/20 spielte er, neben seiner Tätigkeit in der Akademie, für die Amateure der WSG Tirol. Im Juni 2020 stand er gegen den SKN St. Pölten erstmals im Kader der Profis der WSG. Für diese kam er allerdings nicht zum Einsatz, für die Amateure kam er in jener Spielzeit, bis zum Saisonabbruch im Amateurbereich, zu zwei Einsätzen in der Tiroler Liga. Mit Tirol II stieg er zu Saisonende in die Regionalliga auf.
Im August 2020 erhielt er einen Jungprofivertrag bei den Wattenern und rückte fest in den Profikader. In der Saison 2020/21 spielte Bauernfeind aber ausschließlich für die Amateure, für die er 13 Spiele in der Tiroler Regionalliga machte. Zur Saison 2021/22 wurde er an den Zweitligisten FC Dornbirn 1913 verliehen. Sein Debüt in der 2. Liga gab er im Juli 2021, als er am ersten Spieltag jener Saison gegen den FC Blau-Weiß Linz in der Startelf stand. Bis zum Ende der Leihe kam er für Dornbirn zu 27 Zweitligaeinsätzen. Zur Saison 2022/23 kehrte er zur WSG zurück. Für die WSG spielte er zweimal in der Bundesliga. Nach der Saison 2022/23 verließ er Wattens.
Zur Saison 2023/24 wechselte er anschließend zum Zweitligisten SV Horn, bei dem er einen bis 2025 laufenden Vertrag erhielt. Für Horn kam er zu 55 Zweitligaeinsätzen, ehe er mit dem Verein 2025 aus der 2. Liga abstieg. Zur Saison 2025/26 wechselte er anschließend zum italienischen Viertligisten FC Obermais.

### Nationalmannschaft
Bauernfeind debütierte im Februar 2020 gegen Zypern für die österreichische U-18-Auswahl.